# Cranmoor (Wisconsin)
Cranmoor es un pueblo ubicado en el condado de Wood en el estado estadounidense de Wisconsin. En el Censo de 2020 tenía una población de 181 habitantes y una densidad poblacional de 1,65 personas por km².

## Geografía
Cranmoor se encuentra ubicado en las coordenadas 44°20′57″N 90°0′44″O / 44.34917, -90.01222. Según la Oficina del Censo de los Estados Unidos, Cranmoor tiene una superficie total de 109.69 km², de la cual 95.19 km² corresponden a tierra firme y (13.22%) 14.5 km² es agua.

## Demografía
Según el censo de 2010, había 168 personas residiendo en Cranmoor. La densidad de población era de 1,53 hab./km². De los 168 habitantes, Cranmoor estaba compuesto por el 89.29% blancos, el 0% eran afroamericanos, el 9.52% eran amerindios, el 0% eran asiáticos, el 0% eran isleños del Pacífico, el 0% eran de otras razas y el 1.19% pertenecían a dos o más razas. Del total de la población el 1.19% eran hispanos o latinos de cualquier raza.